# Строево (Болгария)
Строево (болг. Строево) — село в Болгарии. Находится в Пловдивской области, входит в общину Марица. Население составляет 1 654 человека.

## Политическая ситуация
В местном кметстве Строево, в состав которого входит Строево, должность кмета (старосты) исполняет Ангел Димитров Дингилев (Болгарский земледельческий народный союз (БЗНС)) по результатам выборов правления кметства.
Кмет (мэр) общины Марица — Запрян Иванов Дачев (Болгарская социалистическая партия (БСП)) по результатам выборов в правление общины.